# Álex Collado
Álex Collado Gutiérrez (Sabadell, 1999. április 22. –) spanyol utánpótlás-válogatott labdarúgó, középpályás, a Real Betis játékosa.

## Pályafutása

### FC Barcelona

#### Ifjúsági karrier
Sabadellben született, 2009-ben csatlakozott az FC Barcelona akadémiájához, előtte megfordúlt a CE Mercantil és az RCD Espanyol ifjúsági csapatában is.
A La Masiában a karrierjét az U11/B csapatával kezdte, és innét jutott fel lépésenként az utánpótlás ranglétráján, amíg a Barcelona B csapatába nem érkezett meg.
A Barcelona Juvenil A-val a 2017/18-as idényben megnyerték az UEFA Ifjúsági Liga-t.

#### Barca B
2018. március 17-én mutatkozott be az FC Barcelona B csapatában (LaLiga2) a Lorca FC elleni 1–1-es összecsapáson.
Ez év december 15-én megszerezte az első gólját a Lleida Esportiu ellen a harmadosztályban.
2021. március 31-én további két évre meghosszabbították a szerződését, 2023 nyaráig.

#### A felnőttcsapatban
2019. május 4-én debütált 20 évesen az FC Barcelona színeiben, a 6. percben Ousmane Dembélét váltotta, az RC Celta de Vigo elleni 2–0-ra elvesztett bajnoki mérkőzésen.

#### Granada CF(kölcsön)
2022. január 7-én kölcsönbe érkezett az FC Barcelona csapatától, a 2021/22-es szezon végéig.
Január 8-án következő nap leigazolása után játszotta első mérkőzését, pont a Barcelona ellen, amikor a 68. percben Darwin Machis-t váltotta a találkozó 1–1-el ért véget. Április 17-én szerezte első gólját a Levante UD elleni 1–4-s hazai bajnoki 90+2. percében.

#### Elche(kölcsön)
2022. augusztus 15-én egy évre kölcsönbe érkezett az FC Barcelona csapatától.

### Real Betis
2023. július 27-én ingyen megszerezte játékjogát az andalúz együttes az FC Barcelona csapatától.

#### El-Ohdúd(kölcsön)
2023. július 31-én megegyeztek a Betis csapatával, hogy a 2023/24-es idényben a szaúdi csapatot erősíti.

### A válogatottban
2017-ben egy mérkőzésen erejéig tagja volt a spanyol U19-es válogatottnak.

## Statisztika
2023. július 27-i állapot szerint.
| Klub              | Szezon           | Bajnokság          | Bajnokság | Bajnokság | Kupa  | Kupa  | Nemzetközi | Nemzetközi | Összes | Összes |
| Klub              | Szezon           | Bajnokság          | Mérk.     | Gólok     | Mérk. | Gólok | Mérk.      | Gólok      | Mérk.  | Gólok  |
| ----------------- | ---------------- | ------------------ | --------- | --------- | ----- | ----- | ---------- | ---------- | ------ | ------ |
| Barcelona B       | 2017–18          | Segunda División   | 1         | 0         | —     | —     | —          | —          | 1      | 0      |
| Barcelona B       | 2018–19          | Segunda División B | 36        | 5         | —     | —     | —          | —          | 36     | 5      |
| Barcelona B       | 2019–20          | Segunda División B | 24        | 5         | —     | —     | —          | —          | 24     | 5      |
| Barcelona B       | 2020–21          | Segunda División B | 22        | 8         | —     | —     | —          | —          | 22     | 8      |
| Barcelona B       | Összesen         | Összesen           | 83        | 18        | —     | —     | —          | —          | 83     | 18     |
| Barcelona         | 2018–19          | La Liga            | 1         | 0         | 0     | 0     | 0          | 0          | 1      | 0      |
| Barcelona         | 2019–20          | La Liga            | 1         | 0         | 0     | 0     | 0          | 0          | 1      | 0      |
| Barcelona         | Összesen         | Összesen           | 2         | 0         | 0     | 0     | 0          | 0          | 2      | 0      |
| Granada (kölcsön) | 2021–22          | La Liga            | 17        | 2         | 0     | 0     | —          | —          | 17     | 2      |
| Elche (kölcsön)   | 2022–23          | La Liga            | 15        | 1         | 2     | 0     | —          | —          | 17     | 1      |
| Karrier összesen  | Karrier összesen | Karrier összesen   | 117       | 21        | 2     | 0     | 0          | 0          | 119    | 21     |